# Desde China sin piedad
Desde China sin piedad (título original: Ma tou da jue dou) es una película hongkonesa-taiwanesa de acción y drama de 1973, dirigida por Ta Huang, escrita por Tao Liang y el elenco está compuesto por Michael Wai-Man Chan, Fan Chiang y Bolo Yeung, entre otros. Este largometraje fue realizado por The Hong Kong Kai Fa Film Company.

## Sinopsis
Luego de que Lee Hsi le quita la vida por accidente a una persona, se va a un pueblo chico con la idea de abandonar las peleas para siempre. El pueblo está dominado por un clan, el líder de este, tiene a un luchador muy corpulento a quien utiliza para tiranizar a la gente.